# Miguel Ángel Torres Pérez
Miguel Ángel Torres Pérez (1 de octubre de 1965 en Chalco, Estado de México México) es un futbolista mexicano retirado que jugaba en la posición de mediocampista. Jugó para los Arroceros de Chetumal, Club Deportivo Guadalajara, Ángeles de Puebla y Puebla Fútbol Club.
Inició su carrera futbolística en la Tercera División de México con el equipo de Arroceros de Chetumal, donde se desempeñaba en la posición de medio de contención. Al ser seleccionado juvenil, pasa a ocupar la posición de defensa lateral.
En junio de 1985 fue adquirido de forma definitiva por el Club Deportivo Guadalajara y en agosto de ese mismo año asiste a la Copa Mundial de Fútbol Juvenil.
A su regreso en septiembre de 1985, se integra al primer equipo del club, después de disputar algunos partidos con el equipo de reservas entonces dirigido por Tomás Balcázar, equipo con el que participó en el torneo regional de la categoría. Debido a una lesión empieza a ser relegado del primer equipo, siendo Saúl Ibarra quien ocuparía su lugar.
Para la temporada 1986-1987 se convierte en un jugador de cambio muy importante en el esquema de Alberto Guerra, actuando principalmente como relevo de Guillermo Mendizábal. Tiene grandes actuaciones ante equipos como Atlas, Ángeles de Puebla y Atlético Potosino.
Es puesto transferible por el club en junio de 1987 y finalmente en julio de ese mismo año se da su traspaso al Club Ángeles de Puebla, junto a Fernando Dávalos.
Para la temporada 1988-89, llega al Puebla Fútbol Club, equipo que se encontraba bajo la dirección técnica del chileno Pedro García. Con Puebla fue campeón de Copa en 1988 y 1990, así como Campeón de Liga en 1990 y Campeón de la CONCACAF en 1992.

## Clubes
| Club                       | País   | Año         |
| -------------------------- | ------ | ----------- |
| Club Deportivo Guadalajara | México | 1985 - 1987 |
| Ángeles de Puebla          | México | 1987 - 1988 |
| Puebla Fútbol Club         | México | 1988 - 1994 |
| Tampico Madero Fútbol Club | México | 1994 - 1995 |
| Acapulco                   | México | 1995 - 1996 |